# Boris Diożkin
Boris Pietrowicz Diożkin (ros. Борис Петрович Дёжкин, ur. 19 sierpnia 1914 zm. 13 marca 1992) – radziecki reżyser filmów animowanych oraz animator.
Przez wiele lat pracował w studiu Sojuzmultfilm. Współreżyserował m.in. wielokrotnie nagradzany film Niecodzienny mecz (1955). Stworzył serię animacji o tematyce sportowej m.in. film o hokeju Gol! Gol! (1964).
Zasłużony Działacz Sztuk RFSRR (1969).

## Życiorys
Od 1936 roku pracował w studiu Sojuzmultfilm jako animator oraz dyrektor artystyczny, a od 1937 roku jako reżyser. Na początku tworzył  filmy we współpracy m.in. z Giennadijem Filippowem, Mscisławem Paszczenko oraz Jewgienijem Migunowem. Od 1954 roku pracował samodzielnie i reżyserował filmy rysunkowe. Rysownik i karykaturzysta. Członek ASIFA. Zmarł 13 marca 1992 roku. Pochowany na Cmentarzu Wagańkowskim w Moskwie.
Syn Diożkina Siergiej również stał się animatorem. Współpracował w animacji zarówno z ojcem, jak i Jefimem Gamburgiem i Eduardem Nazarowem oraz z innymi reżyserami. Żoną Borisa Diożkina była Faina Jepifanowa, która także pracowała w animacji.

## Lista filmów sportowych
- Тихая поляна (1946) – mecz futbolowy pomiędzy drużyną zająców i niedźwiedzi.
- Кто первый? (1950) – wyścigi rowerowe pomiędzy leśnymi zwierzętami.
- Niecodzienny mecz (Необыкновенный матч) (1955) – futbolowy mecz między zabawkami.
- Старые знакомые (1956) – drużynowy mecz piłki wodnej między zabawkami.
- Снежные дорожки (1963) – łyżwiarstwo w zimowym lesie.
- Gol! Gol! (Шайбу! Шайбу!) (1964) – hokejowy mecz pomiędzy zespołami Mietieor i Wympieł.
- Матч-реванш (1968) – rewanżowy mecz hokejowy pomiędzy zespołami Mietieor i Wympieł.
- Метеор на ринге (1970)
- В гостях у лета (1972)
- Gwiazdy futbolu (Футбольные звёзды) (1974) – mecze futbolowe
- Mistrz i kibice (Талант и поклонники) (1978)
- Приходи на каток (1981)

## Nagrody na festiwalach
- Słoń i mrówka (1948)
  - Nagroda na X Międzynarodowym Festiwalu Filmowym w Wenecji (1949)
- Serce śmiałka (1951)
  - Dyplom na V Międzynarodowym Festiwalu Filmowym w Wenecji (1953)
- Niecodzienny mecz (1955) 
  - I nagroda na VII Międzynarodowym Festiwalu Filmów dla dzieci i młodzieży w Wenecji (1955)
  - Srebrny medal na I Międzynarodowym Festiwalu Filmowym w Damaszku (Syria) (1956)
  - Dyplom na pierwszym brytyjskim Festiwalu Filmowym w Londynie (Festiwal Festiwali) (1957)
  - Brązowy Medal na VI Międzynarodowym Festiwalu Młodzieży i Studentów w Moskwie (1957)
  - Dyplom Honorowy na Międzynarodowym Festiwalu Filmowym w Polsce (1957)
- Gol! Gol! (1964)
  - II nagroda w kategorii filmów animowanych na II Wszechzwiązkowym Festiwalu Filmowym w Kijowie (1966)
  - Złoty medal i dyplom dla najlepszego filmu animowanego o tematyce sportowej na I Wszechzwiązkowym Festiwalu Filmowym filmów sportowych w Moskwie (1966)
  - Puchar Stowarzyszenia włoskich filmowców na XXIII Międzynarodowym Festiwalu filmów sportowych w Cortina d’Ampezzo (Włochy) (1967)
- Matcz-riewansz (1968)
  - Brązowy Medal na II Wszechzwiązkowym Festiwalu Filmowym filmów sportowych  w Tbilisi (1968)
  - Dyplom Honorowy na Międzynarodowym Festiwalu „Misja Młodzieży” w Meksyku w ramach XIX Olimpiady (1968)

## Wybrana filmografia

### Reżyser
- 1946: Tichaja polana
- 1948: Słoń i mrówka (Слон и муравей)
- 1949: Lew i zając (Лев и заяц)
- 1951: Serce śmiałka (Сердце храбреца)
- 1954: Kozioł-muzykant (Козёл-музыкант)
- 1955: Niecodzienny mecz (Необыкновенный матч)
- 1959: Rowno w tri piatnadcat´
- 1961: Cebulek (Чиполлино)
- 1963: Snieżnyje dorożki
- 1964: Gol! Gol! (Шайбу! Шайбу!)
- 1968: Matcz-riewansz
- 1970: Mietieor na ringie
- 1972: W gostiach u leta
- 1974: Gwiazdy futbolu (Футбольные звёзды)
- 1978: Mistrz i kibice (Талант и поклонники)
- 1980: Pierwyj awtograf
- 1981: Prichodi na katok
- 1984: Nie opozdał

### Animator
- 1939: Limpopo (Лимпопо)
- 1943: Bajka o carze Sałtanie (Сказка о царе Салтане)
- 1944: Telefon (Телефон)
- 1944: Orzeł i kret (Орёл и крот)
- 1945: Zaginione pismo (Пропавшая грамота)
- 1946: Wiosenne melodie (Весенние мелодии)
- 1947: Wesoły ogródek (Веселый огород)
- 1947: Konik Garbusek (Конёк-Горбунок)
- 1948: Niegrzeczny Fiedia (Федя Зайцев)
- 1948: Słoń i mrówka (Слон и муравей)
- 1948: Kim zostanę? (Кем быть?)
- 1950: Żółty bocian (Жёлтый аист)
- 1950: Niedźwiedź Dreptak i jego wnuczek (Дедушка и внучек)
- 1950: Gdy na choinkach zapalają się ognie (Когда зажигаются ёлки)
- 1951: Noc wigilijna (Ночь перед Рождеством)
- 1952: Szkarłatny kwiat (Аленький цветочек)
- 1953: Lot na Księżyc (Полёт на Луну)
- 1953: Magiczne zabawki (Волшебный магазин)
- 1953: Mężny Pak (Храбрый Пак)
- 1957: W pewnym królestwie (В некотором царстве)
- 1958: Piotruś i Czerwony Kapturek (Петя и Красная Шапочка)
- 1961: Cebulek (Чиполлино)
- 1964: Gol! Gol! (Шайбу! Шайбу!)
- 1978: Mistrz i kibice (Талант и поклонники)